# Арнольд, Бонни
Бонни Арнольд (англ. Bonnie Arnold) — американская продюсер, работавшая в Дисней, Пиксар, а сейчас в DreamWorks Animation. Бонни выросла в Атланте, штат Джорджия, потом переехала в Лос-Анджелес, где и занята поныне в компьютерной анимации. Бонни Арнольд получила степень бакалавра по специальности журналистика в университете Джорджии и степень магистра в Бостонском университете.

## Фильмография
| Год  |    | Русское название        | Оригинальное название            | Роль     |
| ---- | -- | ----------------------- | -------------------------------- | -------- |
| 1990 | ф  | Танцующий с волками     | Dances With Wolves               | Продюсер |
| 1991 | ф  | Семейка Аддамс          | The Addams Family                | Продюсер |
| 1995 | мф | История игрушек         | Toy Story                        | Продюсер |
| 1999 | мф | Тарзан                  | Tarzan                           | Продюсер |
| 2006 | мф | Лесная братва           | Over the Hudge                   | Продюсер |
| 2010 | мф | Как приручить дракона   | How to Train Your Dragon         | Продюсер |
| 2010 | мф | Легенда о Костоломе     | Legend of the BoneKnapper Dragon | Продюсер |
| 2014 | мф | Как приручить дракона 2 | How to Train Your Dragon 2       | Продюсер |
| 2019 | мф | Как приручить дракона 3 | How to Train Your Dragon 3       | продюсер |